# Jane Urquhart
Pour les articles homonymes, voir Urquhart.
Jane Urquhart, O.C., née Jane Carter en 1949, à Little Long Lac, Ontario, est une poète, romancière et nouvelliste canadienne.

## Biographie

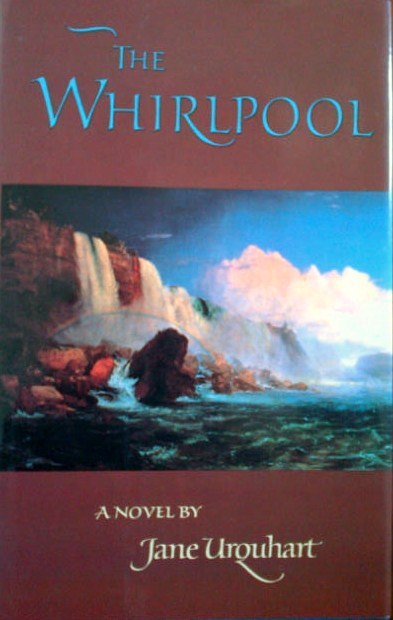
The Whirlpool de Jane Urquhart

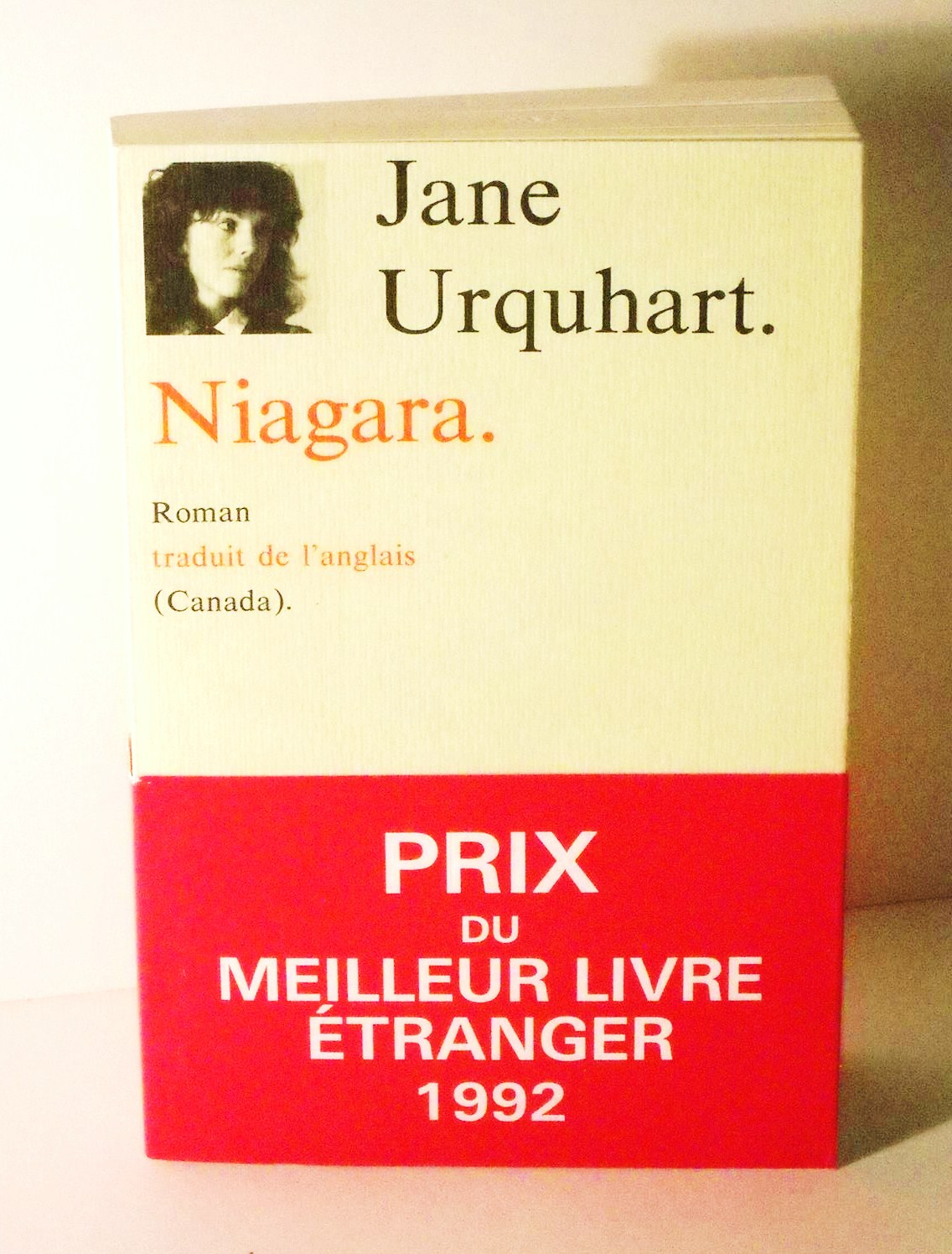
L'édition française Niagara

Elle est née le 21 juin 1949 à Little Long Lac, une petite ville minière (mines d'or) au nord-ouest de Thunder Bay, en Ontario, à proximité de Geraldton. Elle est la fille de Walter Andrew Carter, un ingénieur des mines, et de Marian Quinn. Le couple, installé à Little Long Lac y a eu trois enfants, Jane Urquhart étant la seule fille. Les origines familiales ont marqué l’œuvre de Jane Urquhart. Côté maternel, les ancêtres sont irlandais. Ce sont des migrants arrivés au Canada au milieu du XIXe siècle, lors de la grande famine en Irlande. Les parents et grands-parents de Urquhart ont connu la Première Guerre mondiale et la Seconde Guerre mondiale, avec l'intervention de troupes canadiennes sur les champs de bataille européens. Dans son enfance, elle a entendu régulièrement des récits irlandais ou des récits des deux guerres mondiales de la première moitié du XXe siècle. 
Sa famille déménage à Toronto lorsqu'elle a six ans. Elle étudie dans un collège préuniversitaire à Vancouver, puis à l'Université de Guelph. Elle y étudie la littérature anglaise jusqu'en 1971. Elle y rencontre le peintre Paul Keele, avec qui elle se marie en 1968. Paul Keele meurt dans un accident de voiture en 1973. Jane retourne ensuite à l'Université de Guelph pour faire des études en histoire de l'art. Elle obtient son deuxième diplôme en 1976. Elle se remarie avec le peintre Tony Urquhart en 1976, Tony Urquhart a quatre enfants d'un précédent mariage, et ils ont une fille ensemble en 1977.
Jane Urquhart entame une carrière littéraire après la naissance de son enfant. Elle publie tout d'abord trois recueils de poésie, parus en 1982 et 1983. Mais l'ouvrage qui contribue à lui créer une notoriété est The Whirlpool (intitulé Niagara pour son édition française), paru en 1986. Ce roman (traduit en français par Anne Rabinovitch) est le premier ouvrage canadien à remporter le prix du meilleur livre étranger en France en 1992,. C'est une évocation historique, se situant aux chutes du Niagara, vers la fin des années 1890.
D'autres romans suivent : Changing Heaven (Ciel changeant) en 1990 ; Away (La foudre et le sable) en 1993 ; The Underpainter (Le peintre du lac) en 1997 ; The Stone Carvers (Les amants de pierre) en 2001 ; A Map of Glass (Les rescapés du Styx) en 2005 ; Sanctuary Line en 2011 ; et The Night Stages en 2015. Ses œuvres ont été récompensés par différents prix littéraires, et son travail est traduit dans plusieurs langues étrangères.
Critique littéraire au Globe and Mail, elle est également l'auteur d'un recueil de nouvelles, Verre de tempête, et de la biographie de Lucy Maud Montgomery.  Elle est le rédacteur en chef d'un Penguin Book of Canadian Short Stories, et elle a édité et présenté une collection des histoires d'amour d'Alice Munro intitulé No Love Lost pour The New Canadian Bibliothèque.

## Œuvres

### Poésie
- I'm Walking in the Garden of His Imaginary Palace, 1982.
- False Shuffles, 1982.
- The Little Flowers of Madame de Montespan, 1983 (titre de l'édition française : Les petites fleurs de Madame de Montespan).
- Some Other Garden, 2000, anthologie.

### Romans
- The Whirlpool, 1986 (titre de l'édition française : Niagara, 1991).
- Changing Heaven, 1990 (titre de l'édition française : Ciel changeant, 1993)[6].
- Away, 1993 (titre de l'édition française : La foudre et le sable, 1995)[7].
- The Underpainter, 1997 (titre de l'édition française : Le peintre du lac, 1998)[8].
- The Stone Carvers, 2001 (titre de l'édition française : Les amants de pierre, 2005)[9].
- A Map of Glass, 2005 (titre de l'édition française : Les rescapés du Styx, 2007)[10].
- Sanctuary Line, 2011[11].
- The Night Stages, 2015[12].

### Nouvelles
- Storm Glass, 1987 (titre de l'édition française :verre de tempête).

## Prix et récompenses
- Prix du Meilleur livre étranger de France, 1992 (The Whirlpool).
- Trillium Book Award, 1994 (Away).
- Marian Engel Award, 1994.
- Chevalier de l'Ordre des Arts et des Lettres, 1996.
- International IMPAC Dublin Literary Award, 1996 (Away).
- Prix du Gouverneur général, 1997 (The Underpainter);
- Des nominations pour le Prix Giller, le Prix du Gouverneur général, et le Prix Booker.
- Officier du l'Ordre du Canada.